# 간첩죄
간첩죄(間諜罪, 영어: espionage crime)는 대한민국에서 외환죄 중 하나로, 적국을 위하여 간첩행위를 하거나 직무상 지득한 군사상의 기밀을 적국에 누설하는 죄를 말한다.(형법 제98조)

## 규정
제98조(간첩) ① 적국을 위하여 간첩하거나 적국의 간첩을 방조한 자는 사형, 무기 또는 7년 이상의 징역에 처한다.
② 군사상의 기밀을 적국에 누설한 자도 전항의 형과 같다.

제98조제1항에서 '간첩'이란 군사상의 기밀을 탐지, 수집하는 행위를 말한다. 제98조제2항은 직무상 지득한 군사상의 기밀을 적국에 누설한 자에게만 적용하고, 직무와 관계 없이 지득한 군사상의 기밀을 누설한 경우에는 형법 제99조의 일반이적죄가 적용된다.
이 죄는 간첩 방조를 형법 총칙의 방조범 규정에 맡기지 않고 독립된 범죄로 규정하고 있는데, 이는 간첩 방조의 미수범과 예비·음모, 선동·선전까지 처벌하기 위해서이다. 다만, 간첩 방조의 법정형을 간첩와 동일하게 규정한 것에 대해서는 비판이 제기되고 있다.
이 죄의 미수범과 예비·음모, 선동·선전은 모두 형사처벌 대상이다.(형법 제100조 및 제101조)

### 적국
이 죄에서 '적국(敵國)'이란 대한민국과 교전상태에 있는 외국을 말하며, 대한민국에 적대하는 외국 또는 외국인의 단체도 적국으로 간주한다.(준적국：형법 제102조) 이에 대해서는 독일, 프랑스 형법 등과 같이 적국이 아닌 외국을 위한 간첩도 처벌할 수 있도록 해당 규정을 개정해야 한다는 주장이 제기되고 있다.
조선민주주의인민공화국이 이 죄에 있어서 대한민국의 '적국'에 해당하는지는 논란이 있지만, 대한민국 대법원은 '간첩죄에 있어서는 이를 국가에 준하여 취급하여야 한다'고 판시하고 있다. 다만, 국가보안법이 형법의 특별법이므로, 조선민주주의인민공화국의 간첩은 통상 국가보안법을 적용하여 처벌한다.
북한괴뢰집단은 우리 헌법상 반국가적인 불법단체로서 국가로 볼 수 없으나, 간첩죄의 적용에 있어서는 이를 국가에 준하여 취급하여야 한다는 것이 당원(當院)의 판례이며(1959.7.18 선고4292형상180 판결 및 1971.9.28 선고 71도1498 판결 각 참조), 현재 이 견해를 변경할 필요는 느끼지 않는다. 위와 같은 견해가 헌법에 저촉되는 법률해석이라는 논지는 독단적 견해에 불과하여 받아들일 수 없다. — 대법원 1983.3.22. 선고 82도3036 판결 【간첩·구국가보안법위반·반공법위반·국가보안법위반】

## 판례
- 간첩방조죄는 정범인 간첩죄와 대등한 독립적 범죄로서 간첩죄와 동일한 법정형으로 처 단한다.[4]
- 직무와 관계 없이 지득한 군사상 기밀을 누설한 경우에는 일반이적죄가 성립한다.[5]
- 간첩이 무전기를 매몰하는 것을 도와주었더라도 이것만으로는 간첩방조죄를 구성하지 않는다.[6]
- 간첩에게 단순히 숙식을 제공한 행위는 간첩방조죄에 해당하지 않는다.[7]
- 간첩을 숨겨준 사실이 있다 하더라도 그 간첩이 군사비밀을 탐지, 수집, 누설하거나 하려 한 사실을 인정할 수 없어서 간첩의 범행을 용이하게 하려는 의사가 있다고 볼 수 없으면 간첩방조죄는 성립되지 아니한다.[8]

## 같이 보기
- 외환죄
- 간첩 행위